# Gefahrenmeldeanlage
Unter dem Begriff Gefahrenmeldeanlage (GMA) werden alle Alarmanlagen zusammengefasst, die in der Lage sind, Gefahren selbständig zu erkennen oder Nutzereingaben zu Gefahren zu verarbeiten und mittels Fernmeldetechnik zu melden. Zweck ist es, die Gefahren für Sachwerte und Leben durch Einbruch, Überfall und Feuer zuverlässig zu erkennen und zu melden.
Folgende Anlagen sind Gefahrenmeldeanlagen:
- Brandmeldeanlagen (BMA)
- Brandwarnanlagen (BWA),
- Einbruchmeldeanlagen (EMA)
- Überfallmeldeanlagen (ÜMA)
- Gefahrenwarnanlagen (GWA),
- Notfall- und Gefahren-Reaktions-Systeme (NGRS),
- Sprachalarmanlagen (SAA)

## Geschichte
Die erste elektromagnetische Alarmanlage wurde von Augustus Russell Pope, einem Tüftler aus Somerville bei Boston (USA), am 21. Juni 1853 patentiert. Sie reagierte auf das Schließen eines parallel geschalteten Stromkreislaufs. Edwin Holmes kaufte 1857 die Rechte an Popes Erfindung und gründete die „Holmes Electric Protection Company“. Edwin Holmes schaffte dank intensiver Werbung den wirtschaftlichen Durchbruch für seinen „Einbruchsalarmtelegraphen“. Durch die Nutzung des New Yorker Telegrafienetzes konnte er sogar das erste Alarmleitsystem aufbauen. In den 1860er-Jahren tüftelte der Telegrafietechniker und Erfinder Edward A. Calahan an einem System zur effektiveren Alarmierung, die auch Hilfe holen konnte. Er teilte New York in Distrikte auf, die jeweils mit einer solchen zentralen Notrufstelle verbunden wurden. Im Jahr 1871 half Calahan beim Aufbau der American District Telegraph (ADT) Company. Die Notrufkästen vom Typ Calahan wurden sehr schnell zum Standard im Polizei- und Feuerschutz, aber auch Nachrichtendienste nutzten sie. Die Entwicklung stagnierte, jedoch wurde die Technik immer erschwinglicher und setzte sich vor allem in den Vereinigten Staaten auch zunehmend im Privatbereich durch.
In den 1970er-Jahren wurden die ersten PIR-Bewegungsmelder in die Alarmsysteme integriert. In den 1980er- und 1990er-Jahren fanden Alarmanlagen immer stärkere Verbreitung in Europa. Schließlich kamen Anfang 2000 die ersten drahtlosen Funkalarmanlagen in Serie auf den Markt und popularisierten die Alarmtechnik. In den letzten Jahren folgten Gefahrenmeldeanlagen dem Trend der Vernetzung: Moderne Alarmanlagen verbinden Draht- und Funkalarm mit Netzwerktechnik. Darüber integrieren die neuen Systeme neuerdings auch Videoüberwachung via IP: Die bisher mit Bus-Techniken recht einfach überbrückten Grenzen zwischen Videoüberwachung und Alarmtechnik (sogenannte „Alarmeingänge/-ausgänge“) werden dadurch aufgelöst. Ebenso versuchen die Hersteller aktuell auch den Präventionsgedanken der mechanischen Sicherheit in die Alarmtechnik unter dem (für die Alarmtechnik noch nicht erschlossenen Begriff) „Mechatronik“ einzuführen.

## Norm DIN VDE 0833; VDE 0833
In Deutschland ist die DIN VDE 0833 Teil 1 die zentrale Norm zur Planung, Errichtung und Betrieb von Gefahrenmeldeanlagen. Alle vier Teile der Norm werden unter der Doppelbezeichnung DIN VDE 0833 und VDE 0833 geführt.
- Für Brandmeldeanlagen gilt der Teil 1 gemeinsam mit dem Teil 2 der DIN VDE 0833 (VDE 0833-1 und VDE 0833-2).
- Für Einbruch- und Überfallmeldeanlagen gilt der Teil 1 gemeinsam mit dem Teil 3 der DIN VDE 0833 (VDE 0833-1 und VDE 0833-3).[2] Zusätzlich regelt die DIN VDE V 0833-3-1[3] die Alarmverifikation für Gefahrenmeldeanlagen, wie Brandmeldeanlagen, Einbruchmeldeanlagen, Überfallmeldeanlagen oder ähnliche Anlagen, wie z. B. Notfall- und Gefahren-Reaktions-Systeme (NGRS).
- Für Sprachalarmanlagen gilt der Teil 1 zusammen mit den Teilen 2 und 4 der DIN VDE 0833 (VDE 0833-1, VDE 0833-2 und VDE 0833-4).[4]

## Norm DIN VDE V 0826; VDE V 0826
Die Normenreihe VDE 0826 über Überwachungsanlagen enthält derzeit 2 Normenteile, die Vornormen sind:
- Für Gefahrenwarnanlagen (GWA) gilt der Teil 1 der DIN VDE V 0826 (VDE V 0826-1)[5].
- Für Brandwarnanlagen (BWA) gilt der Teil 2 der DIN VDE V 0826 (VDE V 0826-2)[6].

## Norm DIN VDE V 0827; VDE V 0827
Für Notfall- und Gefahren-Reaktions-Systeme existieren derzeit 3 Normenteile, die Vornormen sind.
- Im Teil 1 der DIN VDE V 0827 sind die grundlegenden Anforderungen, Aufgaben, Verantwortlichkeiten und Aktivität geregelt.
- Der Teil 2 der DIN VDE V 0827[7] enthält ergänzende Anforderungen für Notfall- und Gefahren-Sprechanlagen (NGS).
- Der Teil 3 der DIN VDE V 0827[8][9] enthält Vorgaben für den Aufbau der Risikomanagementakte sowie entsprechenden Anwendungsbeispiele.

## Bestandteile einer GMA
Eine Gefahrenmeldeanlage besteht mindestens aus folgenden Teilen:
- Zentrale
- Melder zusammengefasst in Meldergruppen
- Energieversorgung
- Signalgeber (optisch/akustisch)
- Bedienelemente
- Übertragungseinrichtungen[10]

Eine GMA muss über zwei voneinander unabhängige Energiequellen verfügen. Störungsmeldungen sowie Alarme sind an eine ständig besetzte Stelle weiterzuleiten. Dies wird häufig von Leitstellen wahrgenommen.
Nach DIN VDE 0833-1 muss für Gefahrenmeldeanlagen ein Betriebsbuch geführt werden. Bei der Fertigstellung (technische Abnahme) stellt der Errichter dem Betreiber eine Installationsattest bzw. eine Anlagenbeschreibung nach DIN VDE 0833-3 aus. Für die Bestandteile einer Brandmeldeanlage gilt die Produktnorm EN 54.

## Funktionsarten
Gefahrenmeldeanlagen können mit den folgenden drei Technologien betrieben werden:
- Gleichstrom-Technik: hier fließt der Strom innerhalb der EMA zwischen zwei Punkten über einen gemeinsamen Melder.
- Bus-Technik: alle Melder werden über zwei gemeinsame Aderpaare angeschlossen, die zum einen als Datenleitung fungieren und zum anderen die Stromversorgung für weitere Melder ermöglichen.
- Funktechnik: die Funktionalität solcher EMAs ist mit denen einer Bus-Technik nahezu identisch. Der einzige Unterschied ist, dass die Verkabelung entfällt und die Signale per Funk übermittelt werden.[12]

## Alarmierungstypen

### Gefahrenmeldeanlagen
Im Abschnitt 3.1 Begriffe werden in der DIN VDE 0833-1 vier Alarmarten definiert:
Internalarm (Hausalarm)
Alarm vor Ort mit akustischen und/oder optischen Signalgebern, der sich an anwesende Personen zur Warnung vor einer Gefahr richtet
Externalarm
Alarm vor Ort zur Gefahrenabwehr
Fernalarm (Einsatzalarm)
Alarm, der sich an eine nicht vor Ort befindliche beauftragte hilfeleistende Stelle richtet, z. B. Feuerwehr, Polizei oder Sicherheitsunternehmen
Falschalarm
Alarm, dem keine Gefahr zugrunde liegt

### Brandmeldeanlagen
Die DIN VDE 0833-2 geht auf zwei Alarmarten ein:
- Fernalarm
- Internalarm

Im Abschnitt 3.1 Begriffe wird in der DIN VDE 0833-2 den Brandalarm definiert:
Warnung vor einer durch Brand bestehenden Gefahr für Personen, Sachen oder Umwelt, um Maßnahmen zur Gefahrenabwehr einleiten zu können.

### Überfall- und Einbruchmeldeanlagen
Die DIN VDE 0833-3 verweist in Bezug auf die Anforderungen der Alarmausgabe auf die DIN EN 50131-1 VDE 0830-2-1. Im allgemeinen Sprachgebrauch werden drei Alarmarten unterschieden:
Stiller Alarm
Dieser Alarm wird hauptsächlich bei Überfallmeldeanlagen (ÜMA) eingesetzt. Das dient dem Personenschutz, da ein Täter als unberechenbar einzustufen ist und nicht feststellen soll, dass Bedrohte einen Alarm ausgelöst haben. Beim stillen Alarm werden keine Signalgeber angesteuert. Es erfolgt jedoch eine sofortige Alarmierung einer Notruf- und Serviceleitstelle bzw. der Polizei gemäß ÜEA-Richtlinie.
Akustischer Alarm
Bei diesem örtlichen Alarm ertönt ein lauter Signalton. Die Normen bezeichnen dies als Externalarm. Dieser soll im Objekt anwesende Personen warnen bzw. in das Objekt eingedrungene Täter möglichst schnell in die Flucht schlagen, was (bei Erfolg) eine Schadensminimierung zur Folge hat.
Nach DIN VDE 0833-3 ist eine Alarmgabe über akustische Signalgeber an die anonyme Öffentlichkeit grundsätzlich zu unterlassen. Zur Abschreckung von Tätern können akustische Externsignalgeber im Sicherungsbereich installiert werden. Eine Montage außerhalb des Sicherungsbereiches ist nur in begründeten Ausnahmefällen zulässig. Wenn die Nachbarn durch häufige Falschalarme erheblich gestört werden, muss der Außenalarm abgeschaltet werden.
Optischer Alarm
Optische Externsignalgeber können zusätzlich installiert werden. Sie müssen für die hilfeleistenden Kräfte gut sichtbar sein und das überwachte Objekt eindeutig kennzeichnen. Die optische Anzeige darf unbegrenzt erfolgen und erlischt beim Unscharfschalten des ausgelösten Sicherungsbereichs oder nach der Löschung des Alarms.
Nach DIN VDE 0833-3 sowie den Richtlinien der VdS Schadenverhütung GmbH und der polizeilichen ÜEA-Richtlinie ist bei Auslösung eines Einbruchalarms grundsätzlich ein Fernalarm an eine beauftragte hilfeleistende Stelle (z. B. Sicherheitsdienst) sowie lediglich ein Externalarm über einen akustischen Externsignalgeber innerhalb des Sicherungsbereiches vorgesehen. Durch die Auslösung eines lauten Alarms innerhalb des Gebäudes werden die Täter zusätzlich psychisch „unter Druck gesetzt“, damit diese aufgrund des Krachs schneller von ihrer Tat ablassen. Akustische Externsignalgeber außerhalb des Sicherungsbereiches (d. h. an der Gebäudeaußenwand) sind nach DIN VDE 0833-3 nur in begründeten Ausnahmefällen, z. B. abgelegenes Objekt, Defizite in der Alarmübertragungssicherheit, zulässig. Hierdurch wird erreicht, dass aufgrund der Weiterleitung des Alarms an eine hilfeleistende Stelle von dort eine Alarmverifikation (Alarmvorprüfung) stattfindet. Daher ist eine Alarmgabe vor Ort über akustische Externsignalgeber außerhalb des Sicherungsbereiches und somit an die anonyme Öffentlichkeit (z. B. Nachbar) nicht sinnvoll, denn von dort würde sicherlich die Polizei informiert, was dann ggf. Falschalarmgebühren verursacht.
Fernalarme werden in der Regel an eine Alarmempfangsstelle (AES) und von dort an eine Notruf- und Serviceleitstelle (NSL) übertragen.

## Alarmverifikation
Um die Ursache des Alarms zu ergründen, muss nach jeder Alarmgabe zunächst eine Alarmverifikation erfolgen, damit die tatsächlichen Umstände des Alarms festgestellt werden, denn es kann sich um eine reale Gefahrensituation oder um einen Falschalarm handeln. Je nach Ursache werden dann die entsprechenden Maßnahmen eingeleitet.
Besteht nach einer qualifizierten Alarmvorprüfung durch die NSL bzw. einer Alarmvorprüfung vor Ort durch eine Interventionsstelle (IS) eine hinreichende Sicherheit für einen tatsächlichen Alarm, kann die Polizei ggf. ohne weitere Vorprüfung des Alarms entsprechend alarmiert werden (siehe auch DIN VDE 0833-3-1).
Hinweis: Sollte es sich trotz Verifikation um einen Falschalarm handeln, ist mit Gebühren der Polizei für unnötige Einsätze zu rechnen. Sämtliche Alarmvorprüfungs- und Interventionsmaßnahmen sind von der NSL in einer Alarmdienst- und Interventionsvereinbarung zu dokumentieren. Die NSL und die IS sollen von einer zur Prüfung nach DIN EN ISO/IEC 17025 und Zertifizierung nach DIN EN ISO/IEC 17065 akkreditierten Stelle für den Bereich Notruf- und Serviceleitstellen und Sicherungsdienstleistungen (unter Beachtung der DIN 77200-3) auf Grundlage der DIN VDE V 0827-11 (für die NSL) bzw. der DIN 77200-1 Anforderungsprofil B oder C (für die IS) geprüft und zertifiziert (z. B. durch VdS Schadenverhütung (VdS)) sein.

## Instandhaltung

### Deutschland
Die DIN VDE 0833 Teil 1 unterscheidet in Kapitel 5 „Betrieb“ die Begehung und die Instandhaltung von Gefahrenmeldeanlagen. Die unten stehende Tabelle fasst die Vorgaben der VDE 0883-1 zusammen.
|         | Begehung                                                       | Instandhaltung                                                 | Instandhaltung                                            |
| Wer     | Betreiber oder Fachfirma                                       | Fachfirma                                                      | Fachfirma                                                 |
| ------- | -------------------------------------------------------------- | -------------------------------------------------------------- | --------------------------------------------------------- |
| Was     | Begehung VDE 0833-1, 5.2                                       | Inspektion VDE 0833-1, 5.3.2                                   | Wartung VDE 0833-1, 5.3.3                                 |
| Wie oft | BMA/SAA: 4 × pro Jahr EMA: 1, 2 oder 4 × pro Jahr je nach Grad | BMA/SAA: 4 × pro Jahr EMA: 1, 2 oder 4 × pro Jahr je nach Grad | 1 × pro Jahr                                              |
| Inhalt  | Überprüfung auf sichtbare Störungen und Mängel                 | Überprüfung allgemeiner herstellerunabhängiger Kriterien       | Vorrangig Durchführung herstellerspezifischer Tätigkeiten |

#### Begehung
Bei der Begehung werden folgende Kriterien überprüft:
- Einhaltung der im Sicherungskonzept festgelegten Überwachungsaufgaben
- Änderungen der Raumnutzung, Raumgestaltung und Umgebungsbedingungen
- Aktualität der Feuerwehrlaufkarten und andere Hilfsmittel für die Einsatzkräfte (z. B. Feuerwehrleitern)
- Äußerer Zustand aller Anlagenteile: Befestigung, Beschädigung, Verschmutzung
- SAA: Hörprobe auf mögliche Verzerrungen (z. B. Hintergrundmusik)
- Vollständigkeit und Richtigkeit des Betriebsbuches

#### Inspektion
Bei der Inspektion werden folgende Anlagenteile und Funktionalitäten überprüft:
- Äußere Verbindungen durch Auslösen eines Melders pro Loop/Ring (bzw. pro Meldergruppe bei konventioneller Technik) bzw. pro Stichleitung
- Weiterleitung von Alarm- und Störungsmeldungen
- Alle Signalgeber
- Alle Anzeige- und Betätigungseinrichtungen
- Alle Schalteinrichtungen
- Alle Energieversorgungen (Netzteile und Akkus)

Zusätzlich jährlich:
- BMA/EMA: Auslösung aller zerstörungsfrei prüfbaren Melder inkl. Überprüfung der korrekten Anzeige und Zuordnung der Melder
- SAA: Prüfung der Lautsprecher auf Funktion und verzerrungsfreie Wiedergabe (Hörtest)
- Funktion der Verbindungswege bei Linien/Gruppen mit ausschließlich nicht zerstörungsfrei prüfbaren Meldern (z. B. Alarmspinnen)
- Ansteuerung von Steuereinrichtungen (Brandfallsteuerung, z. B. Aufzüge, Lüftung, Feuerwehrschlüsseldepot, Löschanlage)

#### Wartung
Bei der Wartung werden folgende Tätigkeiten durchgeführt:
- Pflege von Anlagenteilen, z. B. Reinigung von Ansaugrauchmeldern, Bewegungsmeldern
- Austausch von Anlagenteilen, z. B. Akkus, Batterien, Rauchmeldern
- Ggf. Justieren oder Abgleichen von Bauteilen und Geräten, z. B. Riegelschaltkontakte oder Aufdruckbolzen, Rauchmelder.[23]

### Österreich
Die ÖNORM F 3070 und die TRVB S 123 legen die Instandhaltung von Brandmeldeanlagen fest. Die unten stehende Tabelle fasst die Vorgaben der ÖNORM F 3070 und TRVB S 123 zusammen.
|         | Eigenkontrolle                                               | Instandhaltung                              | Instandhaltung                                              |
| Wer     | Betreiber                                                    | Fachfirma                                   | Fachfirma                                                   |
| ------- | ------------------------------------------------------------ | ------------------------------------------- | ----------------------------------------------------------- |
| Was     | Eigenkontrolle ÖNORM F 3070, Tabelle A1.1 TRVB S 123, Teil 7 | Inspektion ÖNORM F 3070, 7 und Tabelle A1.1 | Wartung ÖNORM F 3070, 8 und Tabelle A1.1 TRVB S 123, Teil 6 |
| Wie oft | täglich, monatlich, 4 × pro Jahr                             | 1 × pro Jahr                                | 1 × pro Jahr                                                |

#### Eigenkontrolle
Tägliche Kontrolle (werktags)
- Kontrolle des Betriebszustands der Brandmeldezentrale

Monatliche Kontrolle
- Kontrolle der Funktion der Notstromversorgung (Anlagenbetrieb über die Akkumulatoren)

Vierteljährliche Kontrolle
- Kontrolle der Funktion der internen Alarmierungseinrichtungen (Sirenen, DECT-Telefone, optische Alarmanzeigen) durch Auslösen eines automatischen oder manuellen Brandmelders
- Kontrolle der Einhaltung der erforderlichen Freiräume/Zugänge rund um die Brandmelder
- Kontrolle der aufgrund geringer Brandlasten nicht überwachten Bereiche, ob hier die Voraussetzungen zur Nichtüberwachung noch erfüllt werden;
- Visuelle Kontrolle der Komponenten der Brandmeldeanlage hinsichtlich Beschriftung, Beschädigung, Verschmutzung etc.
- Kontrolle auf Vorhandensein und Vollständigkeit der Einsatzunterlagen für die Feuerwehr, Zugänglichkeit und Funktion Feuerwehrbedienfeld, Vollständigkeit Brandschutzplan

Zusätzlich jährliche Überprüfung der Alarmweiterleitung an die öffentliche alarmannehmende Stelle.

#### Revision
Gemäß der TRVB 123 S ist die automatische Brandmeldeanlage zumindest alle zwei Jahre einer Revision durch eine unabhängige, dafür befugte, akkreditierte Inspektionsstelle oder gesetzlich beauftragte Stelle unterziehen zu lassen.